# Léna Bréban
 (octobre 2012).
Si vous disposez d'ouvrages ou d'articles de référence ou si vous connaissez des sites web de qualité traitant du thème abordé ici, merci de compléter l'article en donnant les références utiles à sa vérifiabilité et en les liant à la section « Notes et références ».
Léna Bréban est une metteuse en scène, autrice et actrice française.

## Enfance et formation
Enfant, Léna Bréban découvre le monde du spectacle par sa mère, comédienne dans une troupe de clown amateurs. Elle passe une partie de son adolescence dans la banlieue d’Orléans,.
Elle suit sa formation de comédienne à la high school for performing and Visual arts (USA) puis  l’École du Théâtre national de Chaillot. Elle rejoint la troupe itinérante de Jacques Livchine, du Théâtre de l’Unité, avant d’intégrer le Conservatoire national supérieur d'art dramatique de Paris.

## Théâtre

### Mise en scène
- 2025 : Peau d'homme adapté du roman graphique de Hubert et Zanzim, Théâtre Montparnasse
- 2024 : Music-Hall Collette de Cléo Sénia et Alexandre Zambeaux, Théâtre Tristan Bernard[5]
- 2022 : Comme il vous plaira de William Shakespeare, Théâtre de la Pépinière
- 2021 : Sans famille adapté du roman d'Hector Malot, Comédie Française
- 2021 : Renversante adapté du roman de Florence Hinckel, Scène nationale de Chalon sur Saône
- 2020 : Cabaret sous les balcons (spectacle joué dans les ehpads  pendant le confinement)
- 2019 : Verte adapté du roman de Marie Desplechin, Théâtre Paris Villette
- 2009 : Les inséparables adapté du roman de Colas Gutman, Théâtre Paris Villette
- 2006 : Bonjour et où sont les mamans, théâtre du jardin texte de Claude Ponti

### Comédienne
- 1996 : Terezin, mise en scène de Jacques Livchine et Hervée de Lafond
- 1996 : Victor ou les Enfants au pouvoir, mise en scène de Jean-Christian Grinewald
- 1996 : Juste un peu d'amour, mise en scène de Christian Egger (Fribourg, Suisse)
- 1996 : 2500 à l’heure, mise en scène de Jacques Livchine et Hervée De Lafond
- 1996 : L'École des femmes de Molière, mise en scène de Jean-Christian Grinevald au Théâtre de la Main d’Or
- 2000 : Asservissement sexuel volontaire de Pascal Rambert, mise en scène de Pascal Rambert au Théâtre de la Colline
- 2003 : Valparaiso de Don Delillo, mise en scène de Thierry de Peretti au Théâtre de la Bastille
- 2003 : Comme il vous plaira de William Shakespeare, mise en scène de Jean-Yves Ruf à la MC 93 Bobigny
- 2004 : Richard II de William Shakespeare, mise en scène de Thierry de Peretti au Théâtre de la Ville
- 2006 : Le Retour de Sade de Bernard Noël, mise en scène de Charles Tordjman au Théâtre de la Colline
- 2006 : Daewoo de François Bon, mise en scène de Charles Tordjman au CDN de Nancy
- 2006 : Phèdre de Sénèque, mise en scène de Julie Recoin au Théâtre des Amandiers
- 2008 : Chaise d’Edward Bond, mise en scène d’Alain Françon au Théâtre de la Colline
- 2009 : Nina c'est autre chose de Michel Vinaver, mise en scène de Guillaumme Leveque au Théâtre de la Colline
- 2010 : Paroles et Guérison de Christopher Hampton, mise en scène de Didier Long au Théâtre Montparnasse
- 2011 : Invasion ! de Jonas Hassen Khemiri, mise en scène de Michel Didym au Théâtre des Amandiers
- 2012 : La Photo de papa de Stéphan_Wojtowicz, mise en scène de Panchika Velez
- 2015 : Danser à Lughnasa, de Brian Friel, mise en scène Didier Long, Théâtre de l'Atelier
- 2015 : La Maison d'à côté, de Sharr White, mise en scène Philippe Adrien, Théâtre du Petit Saint-Martin
- 2016 : Avant de s'envoler de Florian Zeller, mise en scène Ladislas Chollat, théâtre de l'Œuvre
- 2017 : Les Lyons de Nicky Silver, mise en scène Jean-Luc Moreau et Mathilde Penin, Centre national de création d'Orléans
- 2020 : Cabaret sous les balcons, mise en scène Léna Bréban
- 2021 : Renversante de Florence Hinckel, mise en scène Léna Bréban

## Filmographie

### Cinéma

#### Longs métrages
- 1999 : Une femme d'extérieur de Christophe Blanc
- 2000 : Le Lait de la tendresse humaine de Dominique Cabrera
- 2000 : Autrement de Christophe Otzenberger
- 2002 : À la petite semaine de Sam Karmann
- 2004 : Les Amants réguliers de Philippe Garrel
- 2004 : Backstage d'Emmanuelle Bercot
- 2007 : Mélodie de la dernière pluie de Xavier de Choudens
- 2007 : Séraphine de Martin Provost
- 2010 : Holiday de Guillaume Nicloux
- 2011 : Les Petits Meurtres d'Agatha Christie (Je ne suis pas coupable) d'Éric Woreth
- 2017 : Mme Mills, une voisine si parfaite de Sophie Marceau
- 2018 : Je promets d'être sage de Renan Le Page
- 2025 : Le Secret de Khéops de Barbara Schulz

#### Courts métrages
- 2007 : Chambre 616 de Frédéric Pelle
- 2009 : Mauvaises Herbes de Thierry Guedj
- 2010 : Le Métier qui rentre de Ronan Le Page

### Télévision
- 2009 : 4 garçons dans la nuit d'Edwin Baily
- 2010 : Les Petits Meurtres d'Agatha Christie d'Éric Woreth
- 2015 : Candice Renoir de Sylvie Ayme
- 2018 : Vernon Subutex de Cathy Verney
- 2018 : L'Art du crime de Chris Briant
- 2018 : Mytho  de Fabrice Gobert
- 2018 : Section de recherche de Alexandre Pidoux
- 2019 : Alex Hugo de Thierry Petit : Saison 6 épisode 4 : un rêve impossible. Rôle : Caroline

## Adaptation
- Les inséparables de Colas Gutman (co-adapté avec Alexandre Zambeaux)
- Verte de Marie Desplechin (co-adapté avec Alexandre Zambeaux)
- Sans famille d'Hector Malot (co-adapté avec Alexandre Zambeaux)
- Renversante de Florence Hinckel

## Distinctions

### Récompenses
- 2021 : prix initiative du syndicat de la critique pour Cabaret sous les Balcons
- Molières 2022 : Molière du metteur en scène d'un spectacle de théâtre privé, Molière du théâtre privé pour Comme il vous plaira
- Prix du syndicat de la critique 2022 : prix Laurent-Terzieff (meilleur spectacle présenté dans un théâtre privé) pour Comme il vous plaira[6]
- 2022 : prix Nouveau Talent Théâtre SACD[7]

### Nominations
- Molières 2015 : Molière de la comédienne dans un second rôle pour La Maison d'à côté[8]
- Molières 2019 : Molière du spectacle jeune public pour Verte
- Molières 2025 : Molière du metteur en scène d'un spectacle de théâtre privé pour Peau d'homme